# Montenegrina drimmeri
Montenegrina drimmeri is een slakkensoort uit de familie van de Clausiliidae. De wetenschappelijke naam van de soort is voor het eerst geldig gepubliceerd in 2006 door Feher & Szekeres.